# Águas da Prata (kommun)
Águas da Prata är en kommun i Brasilien.   Den ligger i delstaten São Paulo, i den sydöstra delen av landet, 700 km söder om huvudstaden Brasília. Antalet invånare är 7 580.
Följande samhällen finns i Águas da Prata:
- Águas da Prata

I omgivningarna runt Águas da Prata växer i huvudsak städsegrön lövskog. Runt Águas da Prata är det ganska tätbefolkat, med 239 invånare per kvadratkilometer.